# Томсен, Тоурур
То́урур То́мсен (фар. Tórður Thomsen; род. 11 июня 1986 года в Рунавуйке, Фарерские острова) — фарерский футболист, вратарь клуба «Б68» и национальной сборной Фарерских островов.

## Клубная карьера
Тоурур является воспитанником рунавуйкского «НСИ». Он дебютировал за дублирующий состав 3 августа 2003 года в матче второго дивизиона против второй команды «ХБ» и пропустил 1 гол. Всего Тоурур провёл 3 неполных сезона за рунавуйкских дублёров, отыграв за них 14 игр и пропустив 21 мяч. Летом 2005 года он перешёл в «ИФ» из Фуглафьёрдура. В составе этого клуба Тоурур провёл первый матч в фарерской премьер-лиге: 27 июня 2005 года голкипер пропустил 2 гола во встрече со столичным «Б36». Всего в своём дебютном сезоне на высшем уровне он принял участие в 4 играх первенства архипелага и пропустил 13 голов (9 из них — в матче против «ХБ»).
Вратарь покинул «ИФ» уже в следующем сезоне, оформив переход в тофтирский «Б68». Тоурур стал «первым номером» этого клуба. 7 мая 2006 года в матче премьер-лиги против «ВБ/Сумба» он был удалён на 68-й минуте. «Б68» к тому времени вёл со счётом 2:0, однако после ухода с поля Тоурура и выхода на замену Мадса Несо пропустил 3 гола и в итоге потерпел поражение. Всего в сезоне-2006 Тоурур отыграл 26 встреч за тофтирцев и пропустил в них 52 мяча. Зимой 2007 года он стал игроком «АБ», но сыграл за этот клуб всего 1 матч и летом вернулся в «НСИ». За родную команду вратарь принял участие в 2 матчах того сезона, внеся небольшой вклад в чемпионство рунавуйчан. В 2008 году Тоурур стал основным голкипером «НСИ» и впервые в карьере отыграл все 27 встреч фарерского первенства, пропустив 33 гола. В следующем сезоне в «НСИ» пришёл опытный вратарь Майнхардт Йоэнсен, и Тоурур принял решение покинуть команду.
Он снова стал игроком арджирского «АБ» весной 2009 года. В составе этого клуба Тоурур провёл полтора сезона, приняв участие в 26 играх чемпионата архипелага и пропустив в них 41 гол. Летом 2010 года он перебрался в столичный «ХБ». За «красно-чёрных» Тоурур дебютировал в Лиге чемпионов, «насухо» отстояв поединок с австрийским «Ред Буллом», состоявшийся 20 июля того же года. В первенстве архипелага того сезона голкипер пропустил 9 мячей в 7 играх, а его клуб стал чемпионом. В 2011 году Тоурур ушёл из «ХБ» в «Б68» и сыграл в 25 встречах чемпионата, пропустив в них 39 голов. Зимой 2012 года он вновь сменил клубную прописку, подписав контракт с «Эгедалем» из второго дивизиона Дании. Из-за катастрофических результатов клуба в этом турнире главный тренер Сёрен Бьерг не решился задействовать голкипера в официальных матчах. В итоге «Эгедаль» покинул второй дивизион и не стал продлевать соглашение с Тоуруром.
Летом 2012 года он вернулся на Фарерские острова и сыграл в 3 матчах первенства архипелага за фуглафьёрдурский «ИФ», пропустив 4 гола. В 2013 году Тоурур перешёл из «ИФ» в «Б36». Он был основным вратарём «чёрно-белых» на протяжении 5 сезонов и выиграл в составе этого клуба 2 чемпионата Фарерских островов. В 2015 году он пропустил всего 21 гол в 24 играх и был признан лучшим вратарём фарерского первенства. 20 августа 2017 года в поединке с «Вуйчингуром» вратарь заработал своё второе удаление в карьере, покинув поле на 86-й минуте. Всего за 5 сезонов в «Б36» Тоурур принял участие в 118 матчах чемпионата и пропустил в них 127 мячей.
В 2018 году состоялось его второе возвращение в рунавуйкский «НСИ». Тоурур стал «первым номером» команды и в сезоне-2018 сыграл во всех 27 матчах фарерского первенства, пропустив 25 голов. В 2019 году он отыграл 26 встреч и пропустил 30 голов, получив отдых в матче последнего тура. В сезоне-2020 Тоурур принял участие в 24 матчах чемпионата Фарерских островов, пропустив 23 мяча. За следующие 2 года голкипер провёл всего 28 матчей в высшей лиге и пропустил в них 52 гола. По итогам сезона-2022 рунавуйчане покинули класс сильнейших, а Тоурур принял решение вернуться в «Б68».

## Международная карьера
8 октября 2004 года Тоурур сыграл свой единственный матч за юношескую сборную Фарерских островов, пропустив 5 мячей в поединке со сверстниками из Греции. 16 ноября 2010 года голкипер дебютировал за национальную сборную Фарерских островов, выйдя на замену на 68-й минуте вместо Гуннара Нильсена в товарищеском матче со сборной Шотландии: за отведённое ему игровое время он не пропустил ни одного мяча. 1 марта 2014 года Тоурур принял участие в неофициальном матче фарерской сборной против Гибралтара: он заменил в перерыве Тайтура Джестссона, и «насухо» отстоял 45 минут встречи.

## Статистика выступлений

### Клубная
| Выступление      | Выступление      | Выступление      | Лига | Лига | Кубки | Кубки | Еврокубки | Еврокубки | Прочие | Прочие | Итого | Итого |
| Клуб             | Лига             | Сезон            | Игры | Голы | Игры  | Голы  | Игры      | Голы      | Игры   | Голы   | Игры  | Голы  |
| ---------------- | ---------------- | ---------------- | ---- | ---- | ----- | ----- | --------- | --------- | ------ | ------ | ----- | ----- |
| НСИ Рунавик II   | Второй дивизион  | 2003             | 7    | -10  | 0     | 0     | 0         | 0         | 0      | 0      | 7     | -10   |
| НСИ Рунавик II   | Второй дивизион  | 2004             | 4    | -10  | 0     | 0     | 0         | 0         | 0      | 0      | 4     | -10   |
| НСИ Рунавик II   | Второй дивизион  | 2005             | 3    | -1   | 0     | 0     | 0         | 0         | 0      | 0      | 3     | -1    |
| НСИ Рунавик II   | Итого            | Итого            | 14   | -21  | 0     | 0     | 0         | 0         | 0      | 0      | 14    | -21   |
| ИФ Фуглафьёрдур  | Премьер-лига     | 2005             | 4    | -13  | 3     | -5    | 0         | 0         | 0      | 0      | 7     | -18   |
| ИФ Фуглафьёрдур  | Итого            | Итого            | 4    | -13  | 3     | -5    | 0         | 0         | 0      | 0      | 7     | -18   |
| Б68              | Премьер-лига     | 2006             | 26   | -52  | 1     | -1    | 0         | 0         | 0      | 0      | 27    | -53   |
| Б68              | Итого            | Итого            | 26   | -52  | 1     | -1    | 0         | 0         | 0      | 0      | 27    | -53   |
| АБ Аргир         | Премьер-лига     | 2007             | 1    | -2   | 0     | 0     | 0         | 0         | 0      | 0      | 1     | -2    |
| АБ Аргир         | Итого            | Итого            | 1    | -2   | 0     | 0     | 0         | 0         | 0      | 0      | 1     | -2    |
| НСИ Рунавик      | Премьер-лига     | 2007             | 2    | -2   | 0     | 0     | 0         | 0         | 0      | 0      | 2     | -2    |
| НСИ Рунавик      | Премьер-лига     | 2008             | 27   | -33  | 1     | -1    | 1         | -3        | 1      | -5     | 30    | -42   |
| НСИ Рунавик      | Итого            | Итого            | 29   | -35  | 1     | -1    | 1         | -3        | 1      | -5     | 32    | -44   |
| АБ Аргир         | Премьер-лига     | 2009             | 18   | -23  | 1     | -4    | 0         | 0         | 0      | 0      | 19    | -27   |
| АБ Аргир         | Премьер-лига     | 2010             | 8    | -18  | 2     | -2    | 0         | 0         | 0      | 0      | 10    | -20   |
| АБ Аргир         | Итого            | Итого            | 26   | -41  | 3     | -6    | 0         | 0         | 0      | 0      | 29    | -47   |
| ХБ Торсхавн      | Премьер-лига     | 2010             | 7    | -9   | 0     | 0     | 1         | 0         | 0      | 0      | 8     | -9    |
| ХБ Торсхавн      | Итого            | Итого            | 7    | -9   | 0     | 0     | 1         | 0         | 0      | 0      | 8     | -9    |
| Б68              | Премьер-лига     | 2011             | 25   | -39  | 4     | -5    | 0         | 0         | 0      | 0      | 29    | -44   |
| Б68              | Итого            | Итого            | 25   | -39  | 4     | -5    | 0         | 0         | 0      | 0      | 29    | -44   |
| Эгедаль          | Второй дивизион  | 2011/12          | 0    | 0    | 0     | 0     | 0         | 0         | 0      | 0      | 0     | 0     |
| Эгедаль          | Итого            | Итого            | 0    | 0    | 0     | 0     | 0         | 0         | 0      | 0      | 0     | 0     |
| ИФ Фуглафьёрдур  | Премьер-лига     | 2012             | 3    | -4   | 0     | 0     | 0         | 0         | 0      | 0      | 3     | -4    |
| ИФ Фуглафьёрдур  | Итого            | Итого            | 3    | -4   | 0     | 0     | 0         | 0         | 0      | 0      | 3     | -4    |
| Б36              | Премьер-лига     | 2013             | 25   | -31  | 1     | -2    | 0         | 0         | 0      | 0      | 26    | -33   |
| Б36              | Премьер-лига     | 2014             | 26   | -23  | 1     | -3    | 2         | -3        | 0      | 0      | 29    | -29   |
| Б36              | Премьер-лига     | 2015             | 24   | -21  | 3     | -3    | 2         | -6        | 0      | 0      | 29    | -30   |
| Б36              | Премьер-лига     | 2016             | 22   | -22  | 1     | -1    | 0         | 0         | 0      | 0      | 23    | -23   |
| Б36              | Премьер-лига     | 2017             | 21   | -30  | 2     | -3    | 2         | -4        | 0      | 0      | 25    | -37   |
| Б36              | Итого            | Итого            | 118  | -127 | 8     | -12   | 7         | -14       | 0      | 0      | 133   | -153  |
| НСИ Рунавик      | Премьер-лига     | 2018             | 27   | -25  | 2     | -2    | 1         | -6        | 0      | 0      | 30    | -33   |
| НСИ Рунавик      | Премьер-лига     | 2019             | 26   | -30  | 1     | -2    | 2         | -2        | 0      | 0      | 29    | -34   |
| НСИ Рунавик      | Премьер-лига     | 2020             | 24   | -23  | 3     | -4    | 2         | -7        | 0      | 0      | 29    | -34   |
| НСИ Рунавик      | Премьер-лига     | 2021             | 12   | -15  | 3     | -1    | 0         | 0         | 1      | -3     | 16    | -19   |
| НСИ Рунавик      | Премьер-лига     | 2022             | 16   | -37  | 1     | -4    | 0         | 0         | 0      | 0      | 17    | -41   |
| НСИ Рунавик      | Итого            | Итого            | 105  | -130 | 10    | -13   | 5         | -15       | 1      | -3     | 121   | -161  |
| Б68              | Премьер-лига     | 2023             | 0    | 0    | 0     | 0     | 0         | 0         | 0      | 0      | 0     | 0     |
| Б68              | Итого            | Итого            | 0    | 0    | 0     | 0     | 0         | 0         | 0      | 0      | 0     | 0     |
| Всего за карьеру | Всего за карьеру | Всего за карьеру | 358  | -473 | 30    | -42   | 14        | -32       | 2      | -8     | 404   | -555  |

### Международная
| Матчи Тоурура Томсена за национальную сборную Фарерских островов | Матчи Тоурура Томсена за национальную сборную Фарерских островов | Матчи Тоурура Томсена за национальную сборную Фарерских островов | Матчи Тоурура Томсена за национальную сборную Фарерских островов | Матчи Тоурура Томсена за национальную сборную Фарерских островов | Матчи Тоурура Томсена за национальную сборную Фарерских островов |
| №                                                                | Дата                                                             | Оппонент                                                         | Счёт                                                             | Соревнование                                                     |                                                                  |
| ---------------------------------------------------------------- | ---------------------------------------------------------------- | ---------------------------------------------------------------- | ---------------------------------------------------------------- | ---------------------------------------------------------------- | ---------------------------------------------------------------- |
| 1                                                                | 16 ноября 2010                                                   | Шотландия                                                        | 0:3                                                              | Товарищеский матч                                                |                                                                  |

Итого: 1 матч и 0 пропущенных голов; 0 побед, 0 ничьих, 1 поражение.

## Достижения

### Командные
«НСИ Рунавик»
- Чемпион Фарерских островов (1): 2007
- Обладатель суперкубка Фарерских островов (1): 2008

 «ХБ Торсхавн»
- Чемпион Фарерских островов (1): 2010

 «Б36»
- Чемпион Фарерских островов (2): 2014, 2015

### Личные
- Лучший вратарь чемпионата Фарерских островов (1): 2015[8]